# Élections cantonales de 2001 dans la Haute-Garonne
Les élections cantonales ont eu lieu les 11 et 18 mars 2001, dans le département de la Haute-Garonne.

## Contexte départemental

### Assemblée départementale sortante
Avant les élections, le conseil général de la Haute-Garonne est présidé par Pierre Izard (PS).  Il comprend 53 conseillers généraux issus des 53 cantons de la Haute-Garonne. 26 d'entre eux sont renouvelables lors de ces élections.
| Parti                              | Sigle | Sigle | Élus | Groupes                 |
| ---------------------------------- | ----- | ----- | ---- | ----------------------- |
| Majorité (44 sièges)               |       |       |      |                         |
| Parti socialiste                   |       | PS    | 42   | Majorité départementale |
| Parti radical de gauche            |       | PRG   | 1    | Majorité départementale |
| Divers gauche                      |       | DVG   | 1    | Majorité départementale |
| Opposition (9 sièges)              |       |       |      |                         |
| Union pour un mouvement populaire  |       | UMP   | 5    | UMP et apparentés       |
| Divers droite                      |       | DVD   | 3    | UMP et apparentés       |
| Union pour la démocratie française |       | UDF   | 1    |                         |
| Président du conseil général       |       |       |      |                         |
| Pierre Izard (PS)                  |       |       |      |                         |

## Résultats à l'échelle du département
| Étiquette      | Étiquette                         | Premier tour | Premier tour | Second tour | Second tour | Sièges |
| Étiquette      | Étiquette                         | Voix         | %            | Voix        | %           | Sièges |
| -------------- | --------------------------------- | ------------ | ------------ | ----------- | ----------- | ------ |
|                | Parti socialiste                  | 115 373      | 47,44        | 74 188      | 54,41       | 22     |
|                | Les Verts                         | 20 711       | 8,52         | 4 593       | 3,37        | 0      |
|                | Parti communiste français         | 18 256       | 7,51         |             |             |        |
|                | Parti radical de gauche           | 2 671        | 1,10         | 4 491       | 3,29        | 0      |
|                | Génération écologie               | 2 556        | 1,05         | 4 403       | 3,23        | 0      |
|                | Divers gauche                     | 1 135        | 0,47         |             |             |        |
| Gauche         | Gauche                            | 160 702      | 66,08        | 87 675      | 64,30       | 22     |
|                |                                   |              |              |             |             |        |
|                | Union pour un mouvement populaire | 43 459       | 17,87        | 34 447      | 25,26       | 3      |
|                | Front national                    | 12 009       | 4,94         |             |             |        |
|                | Nouveau centre                    | 10 893       | 4,48         | 8 332       | 6,11        | 0      |
|                | Divers droite                     | 9 480        | 3,90         |             |             | 1      |
|                | Mouvement démocrate               | 5 092        | 2,09         | 5 905       | 4,33        | 0      |
| Droite         | Droite                            | 80 933       | 33,28        | 48 684      | 35,70       | 4      |
|                |                                   |              |              |             |             |        |
|                | Divers                            | 1 561        | 0,64         |             |             |        |
|                |                                   |              |              |             |             |        |
| Inscrits       | Inscrits                          | 385 073      | 100,00       | 237 143     | 100,00      |        |
| Abstentions    | Abstentions                       | 131 561      | 34,17        | 94 884      | 40,01       |        |
| Votants        | Votants                           | 253 512      | 65,83        | 142 259     | 59,99       |        |
| Blancs et nuls | Blancs et nuls                    | 10 316       | 4,07         | 5 900       | 4,15        |        |
| Exprimés       | Exprimés                          | 243 196      | 95,93        | 136 359     | 95,85       |        |

### Résultats en nombre de sièges
| Parti | Sièges mis en jeu | Élus | Évolution     |
| ----- | ----------------- | ---- | ------------- |
| PS    | 19                | 22   | 3             |
| UMP   | 5                 | 3    | 2             |
| DVD   | 1                 | 1    | en stagnation |
| UDF   | 1                 | 0    | 1             |

### Assemblée départementale à l'issue des élections
| Parti                             | Sigle | Sigle | Élus | Groupes                 |
| --------------------------------- | ----- | ----- | ---- | ----------------------- |
| Majorité (47 sièges)              |       |       |      |                         |
| Parti socialiste                  |       | PS    | 43   | Majorité départementale |
| Parti radical de gauche           |       | PRG   | 2    | Majorité départementale |
| Parti communiste français         |       | PCF   | 1    | Majorité départementale |
| Divers gauche                     |       | DVG   | 1    | Majorité départementale |
| Opposition (6 sièges)             |       |       |      |                         |
| Union pour un mouvement populaire |       | UMP   | 3    | UMP et apparentés       |
| Divers droite                     |       | DVD   | 3    | UMP et apparentés       |
| Président du conseil général      |       |       |      |                         |
| Pierre Izard (PS)                 |       |       |      |                         |

### Élus par canton
| Canton                | Conseiller sortant   | Parti | Parti | Conseiller élu       | Parti | Parti |
| --------------------- | -------------------- | ----- | ----- | -------------------- | ----- | ----- |
| Aspet                 | Jean-Pierre Brana    |       | PS    | Jean-Pierre Brana    |       | PS    |
| Auterive              | Jean-Pierre Bastiani |       | UMP   | Cécile Ha-Minh-Tu    |       | PS    |
| Barbazan              | Patrice Rival        |       | PS    | Patrice Rival        |       | PS    |
| Caraman               | Gilbert Hébrard      |       | PS    | Gilbert Hébrard      |       | PS    |
| Carbonne              | Gérard Roujas        |       | PS    | Gérard Roujas        |       | PS    |
| Grenade               | Marie-Thérèse Gouze  |       | PS    | Véronique Volto      |       | PS    |
| Le Fousseret          | Francis Sancerry     |       | PS    | Francis Sancerry     |       | PS    |
| Léguevin              | Louis Escoula        |       | PS    | Marie-Claude Leclerc |       | PS    |
| Montesquieu-Volvestre | Patrick Lemasle      |       | PS    | Patrick Lemasle      |       | PS    |
| Montgiscard           | Annie Maury          |       | PS    | Annie Maury          |       | PS    |
| Montréjeau            | Robert Pons          |       | PS    | Patrick Doucède      |       | UMP   |
| Nailloux              | Georges Méric        |       | PS    | Georges Méric        |       | PS    |
| Portet-sur-Garonne    | François Péraldi     |       | PS    | François Péraldi     |       | PS    |
| Saint-Béat            | Bertrand Auban       |       | PS    | Bertrand Auban       |       | PS    |
| Saint-Lys             | Christian Jumel      |       | PS    | Pierre Duplanté      |       | PS    |
| Salies-du-Salat       | Jean-Louis Idiart    |       | PS    | Jean-Louis Idiart    |       | PS    |
| Toulouse-2            | André Ducap          |       | UMP   | André Ducap          |       | UMP   |
| Toulouse-5            | Jacqueline Baylé     |       | UMP   | Alain Gabrieli       |       | PS    |
| Toulouse-6            | Jean-Pierre Plancade |       | PS    | Jean-Pierre Plancade |       | PS    |
| Toulouse-8            | Alain Fillola        |       | PS    | Alain Fillola        |       | PS    |
| Toulouse-9            | Jean-Luc Moudenc     |       | UMP   | Françoise Pouget     |       | PS    |
| Toulouse-10           | Patrick Pignard      |       | PS    | Patrick Pignard      |       | PS    |
| Toulouse-11           | Jean-Pierre Lloret   |       | UDF   | Jean-Louis Llorca    |       | PS    |
| Toulouse-15           | Claude Calestroupat  |       | PS    | Claude Calestroupat  |       | PS    |
| Verfeil               | Claude Roudière      |       | DVD   | Francis Estrabaud    |       | DVD   |
| Villemur-sur-Tarn     | Jean-Marc Dumoulin   |       | UMP   | Jean-Marc Dumoulin   |       | UMP   |

## Résultats par canton

### Canton d'Aspet
Conseiller sortant : Jean-Pierre Brana (PS)
Canton aux mains des socialistes depuis 1988, Aspet leur reste fidèle. Le sortant, Jean-Pierre Brana, maire socialiste de Cabanac-Cazaux, obtient aisément un deuxième mandat. Toutes les communes du canton lui accordent leur confiance face au communiste Jean-Louis Ruz. Ce dernier obtient son meilleur résultat à Arbas avec près d'un tiers des voix. Le meilleur résultat pour Jean-Pierre Brana est à Portet-d'Aspet où 75 des 76 voix exprimées se sont portées sur son nom. 
| Candidats      | Candidats          | Étiquette      | Premier tour | Premier tour |
| Candidats      | Candidats          | Étiquette      | Voix         | %            |
| -------------- | ------------------ | -------------- | ------------ | ------------ |
|                | Jean-Pierre Brana* | PS             | 2 946        | 85,89        |
|                | Jean-Louis Ruz     | PCF            | 484          | 14,11        |
|                |                    |                |              |              |
| Inscrits       | Inscrits           | Inscrits       | 4 645        | 100,00       |
| Abstentions    | Abstentions        | Abstentions    | 784          | 16,88        |
| Votants        | Votants            | Votants        | 3 861        | 83,12        |
| Blancs ou nuls | Blancs ou nuls     | Blancs ou nuls | 431          | 11,16        |
| Exprimés       | Exprimés           | Exprimés       | 3 430        | 88,84        |

*sortant

### Canton d'Auterive
Conseiller sortant : Jean-Pierre Bastiani (UMP)
Après deux mandats de conseiller général, le maire UMP sortant d'Auterive, Jean-Pierre Bastiani, ne sort pas victorieux de cette troisième élection. Alors qu'il était arrivé en tête du premier tour, son opposante socialiste, Cécile Ha-Minh-Tu, le bat confortablement au second. Toutes les communes du canton, y compris Auterive, accordent leur confiance à Mme Ha-Minh-Tu au deuxième tour. La candidate du PS était arrivée largement devant le communiste Édouard Montenegro au premier tour. Il est à noter que celui qui est également adjoint au maire de Venerque s'était qualifié pour le second tour en 2001, sans succès. Le FN, comme dans la plupart des cantons du département, ne dépasse pas 10 % des voix. Pour ce parti aussi, il s'agit du même candidat qu'en 2001 et celui-ci obtient presque exactement le même nombre de voix.
| Candidats      | Candidats             | Étiquette      | Premier tour | Premier tour | Second tour | Second tour |
| Candidats      | Candidats             | Étiquette      | Voix         | %            | Voix        | %           |
| -------------- | --------------------- | -------------- | ------------ | ------------ | ----------- | ----------- |
|                | Jean-Pierre Bastiani* | UMP            | 3 897        | 39,76        | 3 442       | 42,31       |
|                | Cécile Ha-Minh-Tu     | PS             | 3 660        | 37,34        | 4 694       | 57,69       |
|                | Édouard Montenegro    | PCF            | 1 647        | 16,80        | Retrait     | Retrait     |
|                | Armand Delamare       | FN             | 598          | 6,10         |             |             |
|                |                       |                |              |              |             |             |
| Inscrits       | Inscrits              | Inscrits       | 13 649       | 100,00       | 13 649      | 100,00      |
| Abstentions    | Abstentions           | Abstentions    | 3 511        | 25,72        | 5 264       | 38,57       |
| Votants        | Votants               | Votants        | 10 138       | 74,28        | 8 385       | 61,43       |
| Blancs ou nuls | Blancs ou nuls        | Blancs ou nuls | 336          | 3,31         | 249         | 2,97        |
| Exprimés       | Exprimés              | Exprimés       | 9 802        | 96,69        | 8 136       | 97,03       |

*sortant

### Canton de Barbazan
Conseiller sortant : Patrice Rival (PS)
Le canton de Barbazan, aux mains des socialistes depuis 1961, continue d'observer cette longue tradition politique. Le conseiller socialiste sortant, Patrice Rival, est aisément réélu. Celui qui est simultanément élu maire de Saint-Pé-d'Ardet renouvelle son succès de l'élection partielle de 2005. Celle-ci avait été provoquée par le décès du conseiller général sortant, René Arnaud, qui tenait le canton depuis 1972. Si la lutte avait été serrée pour Patrice Rival face à la candidate radicale de gauche, trois ans plus tard, ce n'est plus le cas. Il aura suffi d'un seul tour pour se défaire de la candidate communiste et du candidat FN, qu'il domine avec plus de trois quarts des voix. 
| Candidats      | Candidats       | Étiquette      | Premier tour | Premier tour |
| Candidats      | Candidats       | Étiquette      | Voix         | %            |
| -------------- | --------------- | -------------- | ------------ | ------------ |
|                | Patrice Rival*  | PS             | 3 185        | 77,74        |
|                | Éliane Escudé   | PCF            | 632          | 15,43        |
|                | Philippe Timbal | FN             | 280          | 6,83         |
|                |                 |                |              |              |
| Inscrits       | Inscrits        | Inscrits       | 5 591        | 100,00       |
| Abstentions    | Abstentions     | Abstentions    | 1 139        | 20,37        |
| Votants        | Votants         | Votants        | 4 452        | 79,63        |
| Blancs ou nuls | Blancs ou nuls  | Blancs ou nuls | 355          | 7,97         |
| Exprimés       | Exprimés        | Exprimés       | 4 097        | 92,03        |

*sortant

### Canton de Caraman
Conseiller sortant : Gilbert Hébrard (PS)
Gilbert Hébrard obtient dès le premier tour un troisième mandat de conseiller général pour le canton de Caraman. Ce canton, à gauche depuis 1945, lui accorde plus de trois quarts de ses voix face au candidat de la droite, le médecin René Tollemer, et le communiste Luc Ripoll, employé d'usine. Le maire socialiste de Vendine convainc toutes les communes du canton à plus de 60 % de leurs voix. René Tollemer ne parvient à dépasser les 20 % des voix que dans le chef-lieu, Caraman (22,8 %) et à Saussens (34,5 %).
| Candidats      | Candidats        | Étiquette      | Premier tour | Premier tour |
| Candidats      | Candidats        | Étiquette      | Voix         | %            |
| -------------- | ---------------- | -------------- | ------------ | ------------ |
|                | Gilbert Hébrard* | PS             | 3 083        | 75,62        |
|                | René Tollemer    | UMP            | 725          | 17,78        |
|                | Luc Ripoll       | PCF            | 269          | 6,60         |
|                |                  |                |              |              |
| Inscrits       | Inscrits         | Inscrits       | 5 328        | 100,00       |
| Abstentions    | Abstentions      | Abstentions    | 1 084        | 20,35        |
| Votants        | Votants          | Votants        | 4 244        | 79,65        |
| Blancs ou nuls | Blancs ou nuls   | Blancs ou nuls | 167          | 3,93         |
| Exprimés       | Exprimés         | Exprimés       | 4 077        | 96,07        |

*sortant

### Canton de Carbonne
Conseiller sortant : Gérard Roujas (PS)
Le sénateur Gérard Roujas, conseiller général socialiste de Carbonne depuis 1976, rempile pour un nouveau mandat à l'occasion de ces élections. Comme en 2001, il est réélu dès le premier tour. Cependant, il trouve cette fois face à lui un candidat de la droite. Il s'agit de Bernard Benac, conseiller municipal d'opposition du chef-lieu, Carbonne. Mais comme aux élections municipales où il mène la liste de la droite, Bernard Benac ne parvient pas à s'imposer face au PS. Se présentaient trois autres candidats : Gérard Jaeger, militant écologiste originaire de Longages, qui récolte environ 10 % des voix. Christian Pessant, militant communiste de Carbonne, fait progresser d'une centaine de voix son camp et, enfin, Régis Ladet maintient le FN à environ 500 voix. 
Parmi les communes du canton, toutes accordent la majorité absolue à Gérard Roujas, à l'exception de Mauzac. Il signe son meilleur score à Peyssies (presque 75 %), dont il est également conseiller municipal. Longages, où réside Gérard Jaeger, lui accorde environ 13 % des voix, seulement deux points de moins que Benac. Dans le petit village de Bois-de-la-Pierre, Jaeger et Pessant dépassent même Benac à deux et une voix près respectivement. 
| Candidats      | Candidats         | Étiquette      | Premier tour | Premier tour |
| Candidats      | Candidats         | Étiquette      | Voix         | %            |
| -------------- | ----------------- | -------------- | ------------ | ------------ |
|                | Gérard Roujas*    | PS             | 4 363        | 54,04        |
|                | Bernard Benac     | M-NC           | 1 804        | 22,34        |
|                | Gérard Jaeger     | LV             | 853          | 10,56        |
|                | Christian Pessant | PCF            | 551          | 6,82         |
|                | Régis Ladet       | FN             | 503          | 6,23         |
|                |                   |                |              |              |
| Inscrits       | Inscrits          | Inscrits       | 11 553       | 100,00       |
| Abstentions    | Abstentions       | Abstentions    | 3 115        | 26,96        |
| Votants        | Votants           | Votants        | 8 438        | 73,04        |
| Blancs ou nuls | Blancs ou nuls    | Blancs ou nuls | 364          | 4,31         |
| Exprimés       | Exprimés          | Exprimés       | 8 074        | 95,69        |

*sortant

### Canton de Grenade
Conseillère sortante : Marie-Thérèse Gouze (PS)
| Candidats      | Candidats              | Étiquette      | Premier tour | Premier tour | Second tour | Second tour |
| Candidats      | Candidats              | Étiquette      | Voix         | %            | Voix        | %           |
| -------------- | ---------------------- | -------------- | ------------ | ------------ | ----------- | ----------- |
|                | Véronique Volto        | PS             | 6 490        | 48,52        | 7 591       | 69,39       |
|                | Diégo Sanchez          | UMP            | 2 398        | 17,93        | 3 349       | 30,61       |
|                | Bertrand-Yves Auzeméry | LV             | 2 206        | 16,49        | Retrait     | Retrait     |
|                | Guy Jovelin            | FN             | 1 340        | 10,02        |             |             |
|                | Bernard Salabert       | PCF            | 943          | 7,05         |             |             |
|                |                        |                |              |              |             |             |
| Inscrits       | Inscrits               | Inscrits       | 20 615       | 100,00       | 20 614      | 100,00      |
| Abstentions    | Abstentions            | Abstentions    | 6 472        | 31,39        | 9 049       | 43,90       |
| Votants        | Votants                | Votants        | 14 143       | 68,61        | 11 565      | 56,10       |
| Blancs ou nuls | Blancs ou nuls         | Blancs ou nuls | 766          | 5,42         | 625         | 5,40        |
| Exprimés       | Exprimés               | Exprimés       | 13 377       | 94,58        | 10 940      | 94,60       |

### Canton du Fousseret
Conseiller sortant : Francis Sancerry (PS)
| Candidats      | Candidats         | Étiquette      | Premier tour | Premier tour |
| Candidats      | Candidats         | Étiquette      | Voix         | %            |
| -------------- | ----------------- | -------------- | ------------ | ------------ |
|                | Francis Sancerry* | PS             | 2 277        | 70,78        |
|                | Manuel Grenier    | LV             | 439          | 13,65        |
|                | Jean Planchon     | FN             | 340          | 10,57        |
|                | Yves Noilhan      | PCF            | 161          | 5,00         |
|                |                   |                |              |              |
| Inscrits       | Inscrits          | Inscrits       | 4 389        | 100,00       |
| Abstentions    | Abstentions       | Abstentions    | 951          | 21,67        |
| Votants        | Votants           | Votants        | 3 438        | 78,33        |
| Blancs ou nuls | Blancs ou nuls    | Blancs ou nuls | 221          | 6,43         |
| Exprimés       | Exprimés          | Exprimés       | 3 217        | 93,57        |

*sortant

### Canton de Léguevin
Conseiller sortant : Louis Escoula (PS)
| Candidats      | Candidats            | Étiquette      | Premier tour | Premier tour |
| Candidats      | Candidats            | Étiquette      | Voix         | %            |
| -------------- | -------------------- | -------------- | ------------ | ------------ |
|                | Marie-Claude Leclerc | PS             | 10 077       | 52,70        |
|                | André Fohanno        | UMP            | 6 625        | 34,64        |
|                | Hubert Prévaud       | PCF            | 2 421        | 12,66        |
|                |                      |                |              |              |
| Inscrits       | Inscrits             | Inscrits       | 31 362       | 100,00       |
| Abstentions    | Abstentions          | Abstentions    | 11 144       | 35,53        |
| Votants        | Votants              | Votants        | 20 218       | 64,47        |
| Blancs ou nuls | Blancs ou nuls       | Blancs ou nuls | 1 095        | 5,42         |
| Exprimés       | Exprimés             | Exprimés       | 19 123       | 94,58        |

### Canton de Montesquieu-Volvestre
Conseiller sortant : Patrick Lemasle (PS)
| Candidats      | Candidats          | Étiquette      | Premier tour | Premier tour |
| Candidats      | Candidats          | Étiquette      | Voix         | %            |
| -------------- | ------------------ | -------------- | ------------ | ------------ |
|                | Patrick Lemasle*   | PS             | 2 016        | 85,24        |
|                | Laurent Favareille | PCF            | 349          | 14,76        |
|                |                    |                |              |              |
| Inscrits       | Inscrits           | Inscrits       | 3 362        | 100,00       |
| Abstentions    | Abstentions        | Abstentions    | 798          | 23,74        |
| Votants        | Votants            | Votants        | 2 564        | 76,26        |
| Blancs ou nuls | Blancs ou nuls     | Blancs ou nuls | 199          | 7,76         |
| Exprimés       | Exprimés           | Exprimés       | 2 365        | 92,24        |

*sortant

### Canton de Montgiscard
Conseillère sortante : Annie Maury (PS)
| Candidats      | Candidats       | Étiquette      | Premier tour | Premier tour |
| Candidats      | Candidats       | Étiquette      | Voix         | %            |
| -------------- | --------------- | -------------- | ------------ | ------------ |
|                | Annie Maury*    | PS             | 6 913        | 54,16        |
|                | Pierre Lattard  | DVD            | 2 732        | 21,40        |
|                | Alain Rivière   | LV             | 1 679        | 13,15        |
|                | Renato Ricci    | FN             | 742          | 5,81         |
|                | Franck Ribeyron | PCF            | 699          | 5,48         |
|                |                 |                |              |              |
| Inscrits       | Inscrits        | Inscrits       | 18 031       | 100,00       |
| Abstentions    | Abstentions     | Abstentions    | 4 830        | 26,79        |
| Votants        | Votants         | Votants        | 13 201       | 73,21        |
| Blancs ou nuls | Blancs ou nuls  | Blancs ou nuls | 436          | 3,30         |
| Exprimés       | Exprimés        | Exprimés       | 12 765       | 96,70        |

*sortant

### Canton de Montréjeau
Conseiller sortant : Robert Pons (PS)
| Candidats      | Candidats         | Étiquette      | Premier tour | Premier tour | Second tour | Second tour |
| Candidats      | Candidats         | Étiquette      | Voix         | %            | Voix        | %           |
| -------------- | ----------------- | -------------- | ------------ | ------------ | ----------- | ----------- |
|                | Patrick Doucède   | UMP            | 2 166        | 43,42        | 2 430       | 52,62       |
|                | Denis Sarraquigne | PS             | 1 687        | 33,82        | 2 188       | 47,38       |
|                | Éric Miquel       | DVG            | 1 135        | 22,75        | Retrait     | Retrait     |
|                |                   |                |              |              |             |             |
| Inscrits       | Inscrits          | Inscrits       | 6 500        | 100,00       | 6 503       | 100,00      |
| Abstentions    | Abstentions       | Abstentions    | 1 321        | 20,32        | 1 737       | 26,71       |
| Votants        | Votants           | Votants        | 5 179        | 79,68        | 4 766       | 73,29       |
| Blancs ou nuls | Blancs ou nuls    | Blancs ou nuls | 191          | 3,69         | 148         | 3,11        |
| Exprimés       | Exprimés          | Exprimés       | 4 988        | 96,31        | 4 618       | 96,89       |

### Canton de Nailloux
Conseiller sortant : Georges Méric (PS)
| Candidats      | Candidats        | Étiquette      | Premier tour | Premier tour |
| Candidats      | Candidats        | Étiquette      | Voix         | %            |
| -------------- | ---------------- | -------------- | ------------ | ------------ |
|                | Georges Méric*   | PS             | 2 619        | 73,57        |
|                | Bernard Tesquet  | DVD            | 438          | 12,30        |
|                | Yvette Bennehari | PCF            | 256          | 7,19         |
|                | Grégoire Gauci   | FN             | 247          | 6,94         |
|                |                  |                |              |              |
| Inscrits       | Inscrits         | Inscrits       | 4 738        | 100,00       |
| Abstentions    | Abstentions      | Abstentions    | 997          | 21,04        |
| Votants        | Votants          | Votants        | 3 741        | 78,96        |
| Blancs ou nuls | Blancs ou nuls   | Blancs ou nuls | 181          | 4,84         |
| Exprimés       | Exprimés         | Exprimés       | 3 560        | 95,16        |

*sortant

### Canton de Portet-sur-Garonne
Conseiller sortant : François Péraldi (PS)
| Candidats      | Candidats          | Étiquette      | Premier tour | Premier tour | Second tour | Second tour |
| Candidats      | Candidats          | Étiquette      | Voix         | %            | Voix        | %           |
| -------------- | ------------------ | -------------- | ------------ | ------------ | ----------- | ----------- |
|                | François Péraldi*  | PS             | 7 663        | 43,23        | 8 595       | 59,28       |
|                | Éric Gautier       | MoDem          | 5 092        | 28,72        | 5 905       | 40,72       |
|                | Bruno Élie         | LV             | 2 115        | 11,93        |             |             |
|                | Théo Buras         | FN             | 1 549        | 8,74         |             |             |
|                | Régine Rouxel-Poux | PCF            | 1 308        | 7,38         |             |             |
|                |                    |                |              |              |             |             |
| Inscrits       | Inscrits           | Inscrits       | 27 356       | 100,00       | 27 355      | 100,00      |
| Abstentions    | Abstentions        | Abstentions    | 8 957        | 32,74        | 12 120      | 44,31       |
| Votants        | Votants            | Votants        | 18 399       | 67,26        | 15 235      | 55,69       |
| Blancs ou nuls | Blancs ou nuls     | Blancs ou nuls | 672          | 3,65         | 735         | 4,82        |
| Exprimés       | Exprimés           | Exprimés       | 17 727       | 96,35        | 14 500      | 95,18       |

*sortant

### Canton de Saint-Béat
Conseiller sortant : Bertrand Auban (PS)
| Candidats      | Candidats       | Étiquette      | Premier tour | Premier tour |
| Candidats      | Candidats       | Étiquette      | Voix         | %            |
| -------------- | --------------- | -------------- | ------------ | ------------ |
|                | Bertrand Auban* | PS             | 1 469        | 50,97        |
|                | Manuel Grenier  | SE             | 843          | 29,25        |
|                | Henri Cancel    | PCF            | 372          | 12,91        |
|                | Frédéric Cugnin | FN             | 198          | 6,87         |
|                |                 |                |              |              |
| Inscrits       | Inscrits        | Inscrits       | 3 697        | 100,00       |
| Abstentions    | Abstentions     | Abstentions    | 624          | 16,88        |
| Votants        | Votants         | Votants        | 3 073        | 83,12        |
| Blancs ou nuls | Blancs ou nuls  | Blancs ou nuls | 191          | 6,22         |
| Exprimés       | Exprimés        | Exprimés       | 2 882        | 93,78        |

*sortant

### Canton de Saint-Lys
Conseiller sortant : Christian Jumel (PS)
| Candidats      | Candidats         | Étiquette      | Premier tour | Premier tour | Second tour | Second tour |
| Candidats      | Candidats         | Étiquette      | Voix         | %            | Voix        | %           |
| -------------- | ----------------- | -------------- | ------------ | ------------ | ----------- | ----------- |
|                | Pierre Duplanté   | PS             | 5 796        | 44,37        | 6 960       | 60,24       |
|                | Patrick Lasseube  | DVD            | 3 714        | 28,43        | Retrait     | Retrait     |
|                | Stéphane Renaux   | LV             | 1 935        | 14,81        | 4 593       | 39,76       |
|                | Joël Pezet        | PCF            | 859          | 6,58         |             |             |
|                | Raymond Lemaistre | FN             | 758          | 5,80         |             |             |
|                |                   |                |              |              |             |             |
| Inscrits       | Inscrits          | Inscrits       | 18 985       | 100,00       | 18 986      | 100,00      |
| Abstentions    | Abstentions       | Abstentions    | 5 485        | 28,89        | 6 558       | 34,54       |
| Votants        | Votants           | Votants        | 13 500       | 71,11        | 12 428      | 65,46       |
| Blancs ou nuls | Blancs ou nuls    | Blancs ou nuls | 438          | 3,24         | 875         | 7,04        |
| Exprimés       | Exprimés          | Exprimés       | 13 062       | 96,76        | 11 553      | 92,96       |

### Canton de Salies-du-Salat
Conseiller sortant : Jean-Louis Idiart (PS)
| Candidats      | Candidats          | Étiquette      | Premier tour | Premier tour |
| Candidats      | Candidats          | Étiquette      | Voix         | %            |
| -------------- | ------------------ | -------------- | ------------ | ------------ |
|                | Jean-Louis Idiart* | PS             | 3 714        | 76,66        |
|                | Nadine Voloscenko  | FN             | 639          | 13,19        |
|                | Henri Crespin      | PCF            | 492          | 10,15        |
|                |                    |                |              |              |
| Inscrits       | Inscrits           | Inscrits       | 7 175        | 100,00       |
| Abstentions    | Abstentions        | Abstentions    | 1 754        | 24,45        |
| Votants        | Votants            | Votants        | 5 421        | 75,55        |
| Blancs ou nuls | Blancs ou nuls     | Blancs ou nuls | 576          | 10,63        |
| Exprimés       | Exprimés           | Exprimés       | 4 845        | 89,37        |

*sortant

### Canton de Toulouse-2
Conseiller sortant : André Ducap (UMP)
| Candidats      | Candidats         | Étiquette      | Premier tour | Premier tour | Second tour | Second tour |
| Candidats      | Candidats         | Étiquette      | Voix         | %            | Voix        | %           |
| -------------- | ----------------- | -------------- | ------------ | ------------ | ----------- | ----------- |
|                | André Ducap*      | UMP            | 3 961        | 45,55        | 4 897       | 52,16       |
|                | Alexandre Marciel | PRG-PS         | 2 671        | 30,72        | 4 491       | 47,84       |
|                | Danielle Charles  | LV             | 1 285        | 14,78        |             |             |
|                | Jean-Paul Keller  | PCF            | 440          | 5,06         |             |             |
|                | Michèle Guérin    | FN             | 338          | 3,89         |             |             |
|                |                   |                |              |              |             |             |
| Inscrits       | Inscrits          | Inscrits       | 16 014       | 100,00       | 16 014      | 100,00      |
| Abstentions    | Abstentions       | Abstentions    | 7 118        | 44,45        | 6 366       | 39,75       |
| Votants        | Votants           | Votants        | 8 896        | 55,55        | 9 648       | 60,25       |
| Blancs ou nuls | Blancs ou nuls    | Blancs ou nuls | 201          | 2,26         | 260         | 2,69        |
| Exprimés       | Exprimés          | Exprimés       | 8 695        | 97,74        | 9 388       | 97,31       |

*sortant

### Canton de Toulouse-5
Conseillère sortante : Jacqueline Baylé (UMP)
| Candidats      | Candidats           | Étiquette      | Premier tour | Premier tour | Second tour | Second tour |
| Candidats      | Candidats           | Étiquette      | Voix         | %            | Voix        | %           |
| -------------- | ------------------- | -------------- | ------------ | ------------ | ----------- | ----------- |
|                | Alain Gabrieli      | PS             | 3 157        | 39,47        | 4 775       | 55,52       |
|                | Jean-Jacques Bolzan | UMP            | 2 589        | 32,37        | 3 826       | 44,48       |
|                | Antoine Maurice     | LV             | 1 310        | 16,38        |             |             |
|                | Bernard Testas      | PCF            | 336          | 4,20         |             |             |
|                | Christian Dancale   | SE             | 332          | 4,15         |             |             |
|                | Michèle Pellizzon   | FN             | 275          | 3,44         |             |             |
|                |                     |                |              |              |             |             |
| Inscrits       | Inscrits            | Inscrits       | 15 149       | 100,00       | 15 149      | 100,00      |
| Abstentions    | Abstentions         | Abstentions    | 6 899        | 45,54        | 6 289       | 41,51       |
| Votants        | Votants             | Votants        | 8 250        | 54,46        | 8 860       | 58,49       |
| Blancs ou nuls | Blancs ou nuls      | Blancs ou nuls | 251          | 3,04         | 259         | 2,92        |
| Exprimés       | Exprimés            | Exprimés       | 7 999        | 96,96        | 8 601       | 97,08       |

### Canton de Toulouse-6
Conseiller sortant : Jean-Pierre Plancade (PS)
| Candidats      | Candidats             | Étiquette      | Premier tour | Premier tour | Second tour | Second tour |
| Candidats      | Candidats             | Étiquette      | Voix         | %            | Voix        | %           |
| -------------- | --------------------- | -------------- | ------------ | ------------ | ----------- | ----------- |
|                | Jean-Pierre Plancade* | PS             | 3 140        | 47,13        | 4 680       | 65,64       |
|                | Jean-Pierre Bouissel  | UMP            | 1 675        | 25,14        | 2 450       | 34,36       |
|                | Jean-Charles Valadier | LV             | 1 086        | 16,30        |             |             |
|                | Jean-Bernard Moll     | PCF            | 455          | 6,83         |             |             |
|                | Bernard Schwal        | FN             | 306          | 4,59         |             |             |
|                |                       |                |              |              |             |             |
| Inscrits       | Inscrits              | Inscrits       | 12 841       | 100,00       | 12 841      | 100,00      |
| Abstentions    | Abstentions           | Abstentions    | 5 989        | 46,64        | 5 403       | 42,08       |
| Votants        | Votants               | Votants        | 6 852        | 53,36        | 7 438       | 57,92       |
| Blancs ou nuls | Blancs ou nuls        | Blancs ou nuls | 190          | 2,77         | 308         | 4,14        |
| Exprimés       | Exprimés              | Exprimés       | 6 662        | 97,23        | 7 130       | 95,86       |

*sortant

### Canton de Toulouse-8
Conseiller sortant : Alain Fillola (PS)
| Candidats      | Candidats       | Étiquette      | Premier tour | Premier tour | Second tour | Second tour |
| Candidats      | Candidats       | Étiquette      | Voix         | %            | Voix        | %           |
| -------------- | --------------- | -------------- | ------------ | ------------ | ----------- | ----------- |
|                | Alain Fillola*  | PS             | 11 114       | 46,76        | 12 387      | 59,79       |
|                | Laurent Cuzacq  | M-NC           | 8 345        | 35,11        | 8 332       | 40,21       |
|                | Stéphane Coppey | LV             | 3 055        | 12,85        |             |             |
|                | Alexandre Insa  | PCF            | 1 255        | 5,28         |             |             |
|                |                 |                |              |              |             |             |
| Inscrits       | Inscrits        | Inscrits       | 36 209       | 100,00       | 36 209      | 100,00      |
| Abstentions    | Abstentions     | Abstentions    | 11 813       | 32,62        | 14 871      | 41,07       |
| Votants        | Votants         | Votants        | 24 396       | 67,38        | 21 338      | 58,93       |
| Blancs ou nuls | Blancs ou nuls  | Blancs ou nuls | 627          | 2,57         | 619         | 2,90        |
| Exprimés       | Exprimés        | Exprimés       | 23 769       | 97,43        | 20 719      | 97,10       |

*sortant

### Canton de Toulouse-9
Conseiller sortant : Jean-Luc Moudenc (UMP)
| Candidats      | Candidats          | Étiquette      | Premier tour | Premier tour | Second tour | Second tour |
| Candidats      | Candidats          | Étiquette      | Voix         | %            | Voix        | %           |
| -------------- | ------------------ | -------------- | ------------ | ------------ | ----------- | ----------- |
|                | Françoise Pouget   | PS             | 6 176        | 37,16        | 9 222       | 53,30       |
|                | Brigitte Micouleau | UMP            | 6 137        | 36,93        | 8 081       | 46,70       |
|                | Henri Arevalo      | LV             | 2 701        | 16,25        |             |             |
|                | Nathalie Faisans   | PCF            | 897          | 5,40         |             |             |
|                | Tony Castillo      | FN             | 709          | 4,27         |             |             |
|                |                    |                |              |              |             |             |
| Inscrits       | Inscrits           | Inscrits       | 28 837       | 100,00       | 28 837      | 100,00      |
| Abstentions    | Abstentions        | Abstentions    | 11 697       | 46,64        | 10 867      | 37,68       |
| Votants        | Votants            | Votants        | 17 140       | 59,44        | 17 970      | 62,32       |
| Blancs ou nuls | Blancs ou nuls     | Blancs ou nuls | 520          | 3,03         | 667         | 3,71        |
| Exprimés       | Exprimés           | Exprimés       | 16 620       | 96,97        | 17 303      | 96,29       |

### Canton de Toulouse-10
Conseiller sortant : Patrick Pignard (PS)
| Candidats      | Candidats           | Étiquette      | Premier tour | Premier tour | Second tour | Second tour |
| Candidats      | Candidats           | Étiquette      | Voix         | %            | Voix        | %           |
| -------------- | ------------------- | -------------- | ------------ | ------------ | ----------- | ----------- |
|                | Patrick Pignard*    | PS             | 3 788        | 40,63        | 5 475       | 55,43       |
|                | Philippe Dufetelle  | GE             | 2 556        | 27,41        | 4 403       | 44,57       |
|                | Yannick Chollet     | LV             | 1 207        | 12,95        |             |             |
|                | Pierre Cabaré       | M-NC           | 744          | 7,98         |             |             |
|                | Véronique Blanstier | PCF            | 563          | 6,04         |             |             |
|                | Serge Laroze        | FN             | 466          | 5,00         |             |             |
|                |                     |                |              |              |             |             |
| Inscrits       | Inscrits            | Inscrits       | 17 819       | 100,00       | 17 819      | 100,00      |
| Abstentions    | Abstentions         | Abstentions    | 8 235        | 46,21        | 7 506       | 42,12       |
| Votants        | Votants             | Votants        | 9 584        | 53,79        | 10 313      | 57,88       |
| Blancs ou nuls | Blancs ou nuls      | Blancs ou nuls | 260          | 2,71         | 435         | 4,22        |
| Exprimés       | Exprimés            | Exprimés       | 9 324        | 97,29        | 9 878       | 95,78       |

*sortant

### Canton de Toulouse-11
Conseiller sortant : Jean-Pierre Lloret (UDF)
| Candidats      | Candidats         | Étiquette      | Premier tour | Premier tour | Second tour | Second tour |
| Candidats      | Candidats         | Étiquette      | Voix         | %            | Voix        | %           |
| -------------- | ----------------- | -------------- | ------------ | ------------ | ----------- | ----------- |
|                | Jean-Louis Llorca | PS             | 3 484        | 42,98        | 5 326       | 60,73       |
|                | Djillali Lahiani  | UMP            | 2 195        | 27,08        | 3 444       | 39,27       |
|                | Pablo Belaubre    | LV             | 840          | 10,36        |             |             |
|                | Artemisa Maries   | FN             | 614          | 7,57         |             |             |
|                | Jean-Paul Pla     | PCF            | 587          | 7,24         |             |             |
|                | Mohamed Benhamida | SE             | 386          | 4,76         |             |             |
|                |                   |                |              |              |             |             |
| Inscrits       | Inscrits          | Inscrits       | 16 253       | 100,00       | 16 253      | 100,00      |
| Abstentions    | Abstentions       | Abstentions    | 7 778        | 47,86        | 6 976       | 42,92       |
| Votants        | Votants           | Votants        | 8 475        | 52,14        | 9 277       | 57,08       |
| Blancs ou nuls | Blancs ou nuls    | Blancs ou nuls | 369          | 4,35         | 507         | 5,47        |
| Exprimés       | Exprimés          | Exprimés       | 8 106        | 95,65        | 8 770       | 94,53       |

### Canton de Toulouse-15
Conseiller sortant : Claude Calestroupat (PS)
| Candidats      | Candidats            | Étiquette      | Premier tour | Premier tour |
| Candidats      | Candidats            | Étiquette      | Voix         | %            |
| -------------- | -------------------- | -------------- | ------------ | ------------ |
|                | Claude Calestroupat* | PS             | 13 492       | 52,44        |
|                | Christophe Damin     | UMP            | 8 679        | 33,73        |
|                | Philippe Riey        | FN             | 1 779        | 6,91         |
|                | Dominique Escouboué  | PCF            | 1 778        | 6,91         |
|                |                      |                |              |              |
| Inscrits       | Inscrits             | Inscrits       | 42 989       | 100,00       |
| Abstentions    | Abstentions          | Abstentions    | 16 299       | 37,91        |
| Votants        | Votants              | Votants        | 26 690       | 62,09        |
| Blancs ou nuls | Blancs ou nuls       | Blancs ou nuls | 962          | 3,60         |
| Exprimés       | Exprimés             | Exprimés       | 25 728       | 96,40        |

*sortant

### Canton de Verfeil
Conseiller sortant : Claude Roudière (DVD)
| Candidats      | Candidats         | Étiquette      | Premier tour | Premier tour |
| Candidats      | Candidats         | Étiquette      | Voix         | %            |
| -------------- | ----------------- | -------------- | ------------ | ------------ |
|                | Claude Roudière*  | DVD            | 2 027        | 50,64        |
|                | Joël Bouche       | PS             | 1 108        | 27,68        |
|                | Raymond Dematteis | DVD            | 569          | 14,21        |
|                | Robert Bertrand   | PCF            | 299          | 7,47         |
|                |                   |                |              |              |
| Inscrits       | Inscrits          | Inscrits       | 5 062        | 100,00       |
| Abstentions    | Abstentions       | Abstentions    | 963          | 19,02        |
| Votants        | Votants           | Votants        | 4 099        | 80,98        |
| Blancs ou nuls | Blancs ou nuls    | Blancs ou nuls | 96           | 2,34         |
| Exprimés       | Exprimés          | Exprimés       | 4 003        | 97,66        |

*sortant

### Canton de Villemur-sur-Tarn
Conseiller sortant : Jean-Marc Dumoulin (UMP)
| Candidats      | Candidats           | Étiquette      | Premier tour | Premier tour | Second tour | Second tour |
| Candidats      | Candidats           | Étiquette      | Voix         | %            | Voix        | %           |
| -------------- | ------------------- | -------------- | ------------ | ------------ | ----------- | ----------- |
|                | Jean-Marc Dumoulin* | UMP            | 2 412        | 49,23        | 2 528       | 52,42       |
|                | Claudine de Truchis | PS             | 1 956        | 39,93        | 2 295       | 47,58       |
|                | Jacques Maries      | FN             | 328          | 6,70         |             |             |
|                | Nicolas Borot       | PCF            | 203          | 4,14         |             |             |
|                |                     |                |              |              |             |             |
| Inscrits       | Inscrits            | Inscrits       | 6 924        | 100,00       | 6 914       | 100,00      |
| Abstentions    | Abstentions         | Abstentions    | 1 804        | 26,05        | 1 878       | 27,16       |
| Votants        | Votants             | Votants        | 5 120        | 73,95        | 5 036       | 72,84       |
| Blancs ou nuls | Blancs ou nuls      | Blancs ou nuls | 221          | 4,32         | 213         | 4,23        |
| Exprimés       | Exprimés            | Exprimés       | 4 899        | 95,68        | 4 823       | 95,77       |

*sortant